# 桃花タイフーン!!
『桃花タイフーン!!』（ももかタイフーン）は、藤田和子による日本の漫画作品。『週刊少女コミック』（小学館）にて1987年18号から1989年20号まで連載された。単行本はフラワーコミックスより全7巻、再編集の文庫版コミック全3巻。

## 概要
『桃花タイフーン!!』は、男子ばかりの家に生まれた長女桃花と桃花の想い人である史朗を中心に、桃花を溺愛する4人の兄たち起承転結、桃花のひとつ上の兄余一らが織りなすラブコメディーである。
メリハリのあるシナリオ展開や嫌味のないコメディー性は藤田和子作品全般において共通する内容の仕上がりとなっている。
また、作品後半で登場する園川通子は、現在では「ツンデレ」として定義付けされている人物も登場するなど、キャラクター設定の先進性がうかがえる作品でもある。

## あらすじ
女子を欲しがる田中夫妻に男子5人の兄弟に続き、ようやくにして生まれた長女桃花。一人きりの妹に溺愛する兄起承転結。その下に起承転結とは少し距離を置く五男余一。
中学三年生のある日、桃花は合気道の試合で偶然出逢った岡村史朗に恋心を抱き、史朗も同じく桃花に恋心を抱く。ややあって、二人は想いを伝えることが出来たものの、これを知った起承転結は大騒ぎ。史朗と同じ高校へ進むことを決めた桃花に「史朗に桃花を奪われかねない」と焦燥する起承転結。急遽、桃花とは別の進学校への入学が決まっていた余一を本人の抗議も虚しく桃花の進む高校へ強引に入学させられお目付け役にされてしまう。
晴れて史朗と同じ高校に通うこととなった桃花。しかし、高校生活では様々な試練が待ち受けていた。

## 登場人物

### メイン
田中 桃花(たなか ももか)
本作の主人公。男ばかりの田中家に生まれた唯一の女子。留守がちの両親に代わり兄たち起承転結に溺愛され育てられた。高校では合気道部に所属し琴を嗜む。
岡村 史朗(おかむら しろう)
桃花の想い人。桃花と同じ高校へ通うことが出来るようになったものの、起承転結から桃花との交際をやめるよう強要され、思い通り桃花と付き合えず悩むことも。桃花と同じく合気道部に所属。

### 田中家
田中 余一(たなか よいち)
田中家の5男。桃花のひとつ上の兄に当たる。両親にとっては想定外の五男ということでこの名前が命名された。兄たちの中で唯一常識的な性格。桃花を溺愛する一方で余一には冷たく接する兄たちとは折り合いが悪く、反抗すれば鉄拳制裁を食らうためなかなか強く出ることが出来ずにいる。桃花とは同学年ということもあり、また兄たちに意地悪をされた際、桃花に庇ってもらうことが多々あるため桃花や史朗に対しては協力的である。合気道部所属。
田中 起(たなか はじめ)
田中家長男。民放テレビ局に勤め、看板番組のニュースキャスターを担当。起承転結の筆頭。下の三兄弟と同様に桃花を溺愛し過ぎるあまり、桃花に近付こうとする男子はことごとく引き離し、それでも近付こうとする場合には子供であっても鉄拳制裁もいとわない。いわゆる典型的なシスコンである。同僚の女性アナウンサーと交際はあるものの、やはり桃花のことが心配で気が気でない。
田中 承(たなか しょう)
田中家次男。服飾デザイナーとして有名ブランドを手掛ける。桃花の着る服のほとんどは承による仕立品である。
田中 転(たなか てん)
田中家三男。高校で教師として数学を教える。傍らで桃花に数学を教えているが、桃花は理数系が苦手なためなかなか上達しないため思い悩むこともしばしば。
田中 結(たなか むすび)
田中家四男。料理学校教師。田中家では留守がちな母親に代わり、桃花のために料理の腕を振るう。転とは双子の兄弟である。

### その他
山野 岳(やまの がく)
桃花たちの所属する合気道部部長。合気道では全国大会に出場するほどだが、初対面の桃花に投げ飛ばされ一目惚れしてしまう。典型的なナルシスト。父親が起の在勤するテレビ局の局長を務めるため、そのコネを利用して桃花に度々、強引に接近しようとする。史朗とは恋敵である。
園川 通子(そのかわ みちこ)
物語後半に登場。田中家の隣に引越してくる。史朗の幼馴染みで、幼い日に史朗と交わした口約束を根拠に史朗の婚約者であると自称し、桃花と史朗にちょっかいを出す。余一の想い人でもある。通称は「つうこ」。

## 台湾ドラマ版『桃花タイフーン!!』
『桃花小妹』は台湾のテレビドラマ。2009年10月18日から2010年1月17日まで台湾の八大電視台で放送された。日本では『桃花タイフーン!!』のタイトルで2010年1月4日から2010年5月17日までBSジャパンで日本語字幕により放送され、各地のローカル局でも順次放送された。年齢は大学生へと引き上げられている。

### エピソード・サブタイトル
全20話（台湾での放映時は全13話。）
| 各話   | サブタイトル          | 放送日        |
| ------ | --------------------- | ------------- |
| 第1話  | 初恋は雨の色          | 2010年1月4日  |
| 第2話  | 桃花 大ピンチ!!       | 2010年1月11日 |
| 第3話  | 失恋大作戦            | 2010年1月18日 |
| 第4話  | 失恋の功名            | 2010年1月25日 |
| 第5話  | お姉さんは救世主!?    | 2010年2月1日  |
| 第6話  | 忘れられないデート    | 2010年2月8日  |
| 第7話  | 2人はお似合い?        | 2010年2月15日 |
| 第8話  | 決戦の日              | 2010年2月22日 |
| 第9話  | 運命の巡り合わせ      | 2010年3月1日  |
| 第10話 | 恋は手段を選ばず      | 2010年3月8日  |
| 第11話 | 素直になれなくて      | 2010年3月15日 |
| 第12話 | お兄ちゃんのために    | 2010年3月22日 |
| 第13話 | 見抜かれたウソ        | 2010年3月29日 |
| 第14話 | ペンションの怪人      | 2010年4月5日  |
| 第15話 | 4つの課題             | 2010年4月12日 |
| 第16話 | 最後の関門            | 2010年4月19日 |
| 第17話 | 余りものには福がある? | 2010年4月26日 |
| 第18話 | ハッピーサプライズ    | 2010年5月3日  |
| 第19話 | 神様のイタズラ        | 2010年5月10日 |
| 第20話 | 恋の台風一家          | 2010年5月17日 |

### キャスト
| 役名                | 俳優名                          |
| ------------------- | ------------------------------- |
| 岡村史朗 （史朗）   | 汪東城 （ジロー、飛輪海）       |
| 田中桃花 （陳桃花） | 王心凌 （シンディー・ワン）     |
| 田中起 （陳起）     | 朱孝天 （ケン・チュウ、F4）     |
| 田中承 （陳承）     | 藍鈞天 （ギャビー・ラン）       |
| 田中転 （陳轉）     | 丁春誠 （ディン・チュンチェン） |
| 田中結 （陳合）     | 高以翔 （ゴッドフリー・ガオ）   |
| 田中余一 （陳餘一） | 黃靖倫 （ホァン・ジンルン）     |
| 山野岳 （薛志強）   | 辰亦儒 （ケルビン、飛輪海）     |
| 緋宮完子 （史雪）   | 王心如 （シンシア・ワン）       |
| 園川通子 （龔惠琪） | 李佳穎 （リー・ジャーイン）     |
| 藤森香里 （張凱莉） | 陳庭妮 （アニー・チェン）       |
| 桃花の父 （桃花父） | 謝宇威 （シエ・ユーウェイ）     |
| 桃花の母 （桃花母） | 于美人 （ユー・メイレン）       |
| 史朗の父 （史朗父） | 洪都拉斯 （ホンジュラス）       |
| 史朗の母 （史朗母） | 藍又時 （ラン・ヨウシー）       |
| 岳の父 （薛父）     | 林宗仁 （リン・ゾンレン）       |
| 小島久美 （小米）   | 禾宓 （ハー・ミー）             |

### スタッフ
- 監督 - 瞿友寧（チュウ・ヨウニン）
- プロデューサー - 王信貴

### 主題歌
オープニングテーマ
- 『What to do when I like you?/喜歡你怎麼辦』

歌 - 王心凌（シンディー・ワン）
エンディングテーマ
- 『Quiet/很安靜』

歌 - 飛輪海（フェイルンハイ）

### ソフトウェア

#### DVD
販売元は桃花JV
- 「桃花タイフーン!! ノーカット版 DVD-BOXI」（2010年8月4日）
- 「桃花タイフーン!! ノーカット版 DVD-BOXII」（2010年9月2日）

### 日本国内放送局
| 放送地域   | 放送局                 | 放送期間                       | 放送日時                                                               | 放送系列       |
| ---------- | ---------------------- | ------------------------------ | ---------------------------------------------------------------------- | -------------- |
| 日本全域   | BSジャパン             | 2010年1月4日 - 5月17日         | 毎週月曜 18時00分 - 19時00分                                           | BS放送         |
| 日本全域   | ホームドラマチャンネル | 2010年7月27日 - 12月7日        | 毎週火曜 25時15分 - 26時15分                                           | CS放送         |
| 近畿広域圏 | 朝日放送               | 2010年3月24日 - 8月4日         | 〜3話 毎週水曜 25時39分 - 26時41分 4話〜 毎週水曜 26時14分 - 27時14分  | テレビ朝日系列 |
| 埼玉県     | テレビ埼玉             | 2010年3月29日 - 8月30日        | 毎週月曜 11時30分 - 12時25分                                           | 独立UHF局      |
| 千葉県     | チバテレビ             | 2010年4月8日 - 9月9日          | 毎週木曜 20時00分 - 20時55分                                           | 独立UHF局      |
| 中京広域圏 | 名古屋テレビ           | 2010年4月29日 - 9月23日        | 毎週木曜 25時59分 - 26時54分                                           | テレビ朝日系列 |
| 新潟県     | テレビ新潟             | 2010年5月4日 - 9月14日         | 毎週火曜 25時04分 - 25時59分                                           | 日本テレビ系列 |
| 沖縄県     | 琉球放送               | 2010年5月11日 - 9月21日        | 毎週火曜 24時20分 - 25時15分                                           | TBS系列        |
| 群馬県     | 群馬テレビ             | 2010年6月21日 - 2011年1月3日   | 毎週月曜 20時00分 - 20時55分                                           | 独立UHF局      |
| 神奈川県   | tvk                    | 2010年6月24日 - 11月4日        | 毎週木曜 22時00分 - 22時55分                                           | 独立UHF局      |
| 岩手県     | IBC岩手放送            | 2010年7月7日 - 11月26日        | 〜9月 毎週水曜 24時20分 - 25時15分 10月〜 毎週金曜 25時40分 - 26時35分 | TBS系列        |
| 福岡県     | RKB毎日放送            | 2010年8月29日 - 2011年3月20日  | 毎週日曜 25時30分 - 26時25分                                           | TBS系列        |
| 山形県     | テレビユー山形         | 2010年9月2日 - 2011年2月3日    | 毎週木曜 25時15分 - 26時10分                                           | TBS系列        |
| 長野県     | 長野放送               | 2010年9月4日 - 2011年2月5日    | 毎週土曜 25時35分 - 26時30分                                           | フジテレビ系列 |
| 広島県     | 広島テレビ             | 2010年9月9日 - 2011年2月3日    | 毎週木曜 25時13分 - 26時08分                                           | 日本テレビ系列 |
| 静岡県     | 静岡第一テレビ         | 2010年10月21日 - 2011年3月17日 | 毎週木曜 25時15分 - 26時10分                                           | 日本テレビ系列 |